# Bitwa pod Stołpiszczami
Bitwa pod Stołpiszczami – walki 14 Wielkopolskiej Dywizji Piechoty  gen. Daniela Konarzewskiego z oddziałami Armii Czerwonej toczone w ramach bitwy nad Berezyną w okresie wojny polsko-bolszewickiej.

## Przebieg działań
Sytuacja ogólna
14 maja 1920 ruszyła sowiecka ofensywa wojsk Frontu Zachodniego Michaiła Tuchaczewskiego. 15 Armia Augusta Korka i Grupa Północna Jewgienija Siergiejewa uderzyły na pozycje oddziałów polskich  8 Dywizji Piechoty i 1 Dywizji Litewsko-Białoruskiej w ogólnym kierunku na Głębokie. Wykonująca uderzenie pomocnicze 16 Armia Nikołaja Sołłohuba zaatakowała oddziały 4 Armii gen. Stanisława Szeptyckiego i podjęła próbę sforsowania Berezyny pod Murawą i Żukowcem oraz pod Żarnówkami i Niehoniczami. Sowiecka 8 Dywizja Strzelców odrzuciła pod Martynówką I batalion 16 pułku piechoty, a 21 maja zdobyła Bohuszewicze. 
Wobec skomplikowanej sytuacji operacyjnej, 23 maja rozpoczął się ogólny odwrót wojsk polskich w kierunku zachodnim.
Naczelne Dowództwo Wojska Polskiego postanowiło rozstrzygnąć sytuację nad Berezyną w sposób zaczepny. Dowodzenie przejął naczelny wódz marsz. Józef Piłsudski.
Wojska gen. Szeptyckiego szykowały się do natarcia.
Działania grupy wypadowej
Na początku czerwca dowódca 14 Dywizji Piechoty gen. Konarzewski nakazał dokonanie wypadu na Kosulicze i Stołpiszcze (wioska położona 14,5 km na północny wschód  od Bobrujska). Zorganizowane zostały dwie kolumny marszowe.
Kolumna północna dowodzona przez ppłk. Gustawa Paszkiewicza składała się z pododdziałów 55 pułku piechoty, a w skład południowej pod dowództwem kpt. Łęgowskiego  wchodziły III batalion 56 pułku piechoty, 7 i 8//56 pp, 2 i 4 kompana ckm 56 pp i 8 bateria 14 pułku artylerii polowej.
3 czerwca zwiadowcy zlikwidowali placówki nieprzyjaciela i obie grupy przekroczyły linię frontu. Z danych rozpoznawczych wynikało, że w Stołpiszczach stacjonuje batalion strzelców  z czterema samochodami pancernymi.
Kolumna południowa utworzyła dwie grupy uderzeniowe.
III/56 pp z baterią artylerii miał uderzyć na Stołpiszcze od południowego wschodu, a kompanie 7 i 8 obchodziły miejscowość od wschodu.
55 pułk piechoty otoczył miejscowość od północy. Nad ranem rozpoczął atak III/56 pp, a  7 i 8 kompanie zamknęły szosę na wschód od Stołpiszcza.
Wycofujący się w nieładzie czerwonoarmiści, porzucali sprzęt i broń ciężką. 8/14 pap ostrzelała uciekających, jeden z samochodów pancernych zniszczono bezpośrednim trafieniem, a drugi wpadł do rowu. Kolejny został zniszczony przez blokujące szosę pododdziały II/56 pp, a ostatniemu udało się ujść.
Około 6.00 nieprzyjaciel wyprowadził kontratak. Działania piechoty wspierały dwa czołgi. Jeden z nich uszkodziły działa 8 baterii, a kontratak załamał się. Przed południem grupę kpt. Łęgowskiego zluzowały pododdziały 55 pułku piechoty.

## Bilans walk
Wzięto do niewoli pięćdziesięciu jeńców, zdobyto trzy samochody pancerne, dwa ciężarowe, dwa osobowe, czołg, trzy działa i szesnaście ciężkich karabinów maszynowych.
Straty polskie: dziesięciu poległych, szesnastu rannych.